# Liste du patrimoine mondial au Japon
Cet article recense les sites inscrits au patrimoine mondial au Japon.

## Statistiques
Le Japon adhère à la convention du patrimoine mondial de l'UNESCO le 30 juin 1992. Les premiers sites protégés sont inscrits en 1993.
En 2024, le Japon compte 26 sites inscrits au patrimoine mondial : vingt-et-un en tant que sites culturels et cinq en tant que sites naturels. Quatre autres sites, culturels, ont été proposés pour une inscription future et figurent actuellement sur la liste indicative.

## Listes

### Patrimoine mondial
Les sites suivants sont inscrits au patrimoine mondial :
| Id.  | Site | Province                       | Année | Superficie (ha) | Critères et notes | Coordonnées                           | Illus. |
| ---- | --- | ------------------------------ | ----- | --------------- | --- | ------------------------------------- | ------ |
| 1593 | Ensemble de kofun de Mozu-Furuichi : tertres funéraires de l'ancien Japon                                    | Osaka                          | 2019  | 166,66          | Culturel (iii), (iv) 45 sites | 34° 33′ 44″ nord, 135° 36′ 34″ est    |        |
| 1449 | Filature de soie de Tomioka et sites associés                                                                | Gunma                          | 2014  | 7,2             | Culturel (ii), (iv) | 36° 15′ 18″ nord, 138° 53′ 17″ est    |        |
| 1418 | Fujisan, lieu sacré et source d'inspiration artistique                                                       | Shizuoka et Yamanashi          | 2013  | 20 638          | Culturel, (iii), (vi) | 35° 21′ 39″ nord, 138° 43′ 39″ est    |        |
| 661  | Himeji-jo | Hyōgo                          | 1993  | 107             | Culturel, (i), (iv) | 34° 49′ 59″ nord, 134° 42′ 00″ est    |        |
| 1277 | Hiraizumi – Temples, jardins et sites archéologiques représentant la Terre Pure bouddhiste                   | Iwate                          | 2011  | 176             | Culturel, (ii), (vi) Chūson-ji, Mōtsū-ji, Kanjizaiō-in, Muryōkō-in, Kinkeizan | 39° 00′ 04″ nord, 141° 06′ 29″ est    |        |
| 1574 | Île Amami-Oshima, île Tokunoshima, partie nord de l'île d'Okinawa et île d'Iriomote                          | Kagoshima, Okinawa             | 2021  | 42 698          | Naturel, (x) | 28° 16′ 45″ nord, 129° 22′ 42″ est    |        |
| 1535 | Île sacrée d'Okinoshima et sites associés de la région de Munakata                                           | Fukuoka                        | 2017  | 98,93           | Culturel, (ii), (iii) 8 sites : Okinoshima • Koyajima • Mikadobashira • Tenguiwa • Okitsu-miya Yohaisho • Nakatsu-miya • Hetsu-miya • Groupe de tumuli de Shimbaru-Nuyama | 34° 14′ 38″ nord, 130° 06′ 22″ est    |        |
| 1362 | Îles d'Ogasawara                                                                                             | Tokyo                          | 2011  | 7 939           | Naturel, (ix) Île Chichi, île Haha, Muko-jima, Iwo-jima | 27° 43′ 05″ nord, 142° 06′ 00″ est    |        |
| 1321 | L'œuvre architecturale de Le Corbusier, une contribution exceptionnelle au Mouvement Moderne                 | Tokyo                          | 2016  | 98,4838         | Culturel, (ii)(vi) Site transfrontalier avec l'Allemagne, l'Argentine, la Belgique, la France, l'Inde et la Suisse 1 site au Japon: Musée national de l'art occidental. | 35° 42′ 56″ nord, 139° 46′ 33″ est    |        |
| 775  | Mémorial de la paix d'Hiroshima (Dôme de Genbaku)                                                            | Hiroshima                      | 1996  | 0,4             | Culturel, (vi) | 34° 22′ 59″ nord, 132° 27′ 00″ est    |        |
| 1246 | Mine d'argent de Iwami Ginzan et son paysage culturel                                                        | Shimane                        | 2007  | 529             | Culturel, (ii), (iii), (v) Yunotsu, Iwami Ginzan Kaidō Yunotsu-Okidomaridō, site de Daikansho, Okidomari, Ginzan Sakunouchi, site de Yataki-jō, Ōmori Ginzan, Miya-no-mae, Iwami Ginzan Kaidō Tomogauradō, site de Yahazu-jō, site de Iwami-jō, résidence Kumagaika, Rakan-ji Gohyakurakan, Tomogaura | 35° 06′ 47″ nord, 132° 26′ 06″ est    |        |
| 1698 | Mines d'or de l'île de Sado                                                                                  | Niigata                        | 2024  |                 | Culturel, (iv) | 38° 02′ 27″ nord, 138° 15′ 28″ est    |        |
| 660  | Monuments bouddhiques de la région d'Horyu-ji                                                                | Nara                           | 1993  | 15              | Culturel, (i), (ii), (iv), (vi) Hōryū-ji, Hokki-ji | 34° 37′ 01″ nord, 135° 43′ 59″ est    |        |
| 688  | Monuments historiques de l'ancienne Kyoto (villes de Kyoto, Uji et Otsu)                                     | Kyoto, Shiga                   | 1994  | 1 056           | Culturel, (ii), (iv) Kamigamo Jinja, Kamo-jinja, Tō-ji, Kiyomizu-dera, Enryaku-ji, Daigo-ji, Ninna-ji, Byōdō-in, Ujigami-jinja, Kōzan-ji, Saihō-ji, Tenryū-ji, Kinkaku-ji, Ginkaku-ji, Ryōan-ji, Nishi-Hongan-ji, Nijō-jō | 34° 58′ 52″ nord, 135° 46′ 08″ est    |        |
| 870  | Monuments historiques de l'ancienne Nara                                                                     | Nara                           | 1998  | 617             | Culturel, (ii), (iii), (iv), (vi) Tōdai-ji, Kōfuku-ji, Kasuga-taisha, Gangō-ji, Yakushi-ji, Tōshōdai-ji, Palais Heijō, Kasuga-taisha | 34° 40′ 34″ nord, 135° 50′ 20″ est    |        |
| 776  | Sanctuaire shinto d'Itsukushima                                                                              | Hiroshima                      | 1996  | 431             | Culturel, (i), (ii), (iv), (vi) | 34° 17′ 38″ nord, 132° 19′ 30″ est    |        |
| 913  | Nikko | Tochigi                        | 1999  | 51              | Culturel, (i), (iv), (vi) Futarasan-jinja, Rinnō-ji, Nikkō Tōshō-gū | 36° 44′ 53″ nord, 139° 36′ 40″ est    |        |
| 663  | Shirakami-Sanchi                                                                                             | Aomori, Akita                  | 1993  | 16 971          | Naturel, (ix) Forêt de fagus crenata, montagnes | 40° 28′ nord, 140° 08′ est            |        |
| 1193 | Shiretoko | Hokkaidō                       | 2005  | 71 100          | Naturel, (ix), (x) Péninsule et zone marine | 43° 56′ 56″ nord, 144° 57′ 58″ est    |        |
| 1495 | Sites chrétiens cachés de la région de Nagasaki                                                              | Nagasaki                       | 2018  | 5 566,55        | Culturel, (iii) 12 sites : vestiges du château de Hara, village de Kasuga et mont Yasumandake, île de Nakaenoshima, village de Sakitsu à Amakusa, village de Shitsu à Sotome, village Ono à Sotome, villages sur l'île de Kuroshima, restes des villages de l'île de Nozaki, villages sur l'île de Kashiragashima, villages sur l'île d'Hisaka, village Egami sur l'île de Naru, cathédrale d'Ōura | 32° 44′ 42″ nord, 129° 52′ 26″ est    |        |
| 1484 | Sites de la révolution industrielle Meiji au Japon : sidérurgie, construction navale et extraction houillère |                                | 2015  | 307             | Culturel, (ii), (iv) 23 sites : - station de pompage de la rivière Onga | 34° 25′ 50″ nord, 131° 24′ 44″ est    |        |
| 972  | Sites Gusuku et biens associés du royaume des Ryukyu                                                         | Okinawa                        | 2000  | 55              | Culturel, (ii), (iii), (vi) Tamaudun, Sonohyan-utaki Ishimon, château de Nakijin, château de Zakimi, château de Katsuren, château de Nakagusuku, château de Shuri, Shikina-en, Seifa-utaki | 26° 12′ 32″ nord, 127° 40′ 59″ est    |        |
| 1632 | Sites préhistoriques Jomon du nord du Japon                                                                  | Akita, Aomori, Hokkaidō, Iwate | 2021  | 141,9           | Culturel, (iii), (v) Comprend 17 sites archéologiques : site d'Odai Yamamoto, site de Kakinoshima (en), site de Kitakogane, site de Tagoyano (en), site funéraire de Kamegaoka (en), site de Futatsumori (en), site de Sannai Maruyama, site d'Ōfune (en), site de Goshono (en), site d'Irie, site funéraire de Takasago, cercles de pierres de Komakino (en), cercles de pierres d'Isedotai (en), cercles de pierres d'Oyu, cercles funéraires de Kiusu, cercles de pierres d'Omori Katsuyama (en), site de Korekawa (en) | 41° 03′ 56″ nord, 140° 33′ 07,98″ est |        |
| 1142 | Sites sacrés et chemins de pèlerinage dans les monts Kii                                                     | Wakayama, Nara, Mie            | 2004  | 495             | Culturel, (ii), (iii), (iv), (vi) Seiganto-ji, Kumano Hayatama-taisha, Kongōbu-ji, Niukanshōfu-jinja, Kumano Hongū-taisha, Niutsuhime-jinja, mont Yoshino, Ōminesan-ji, Kōyasan chōishi-michi, Jison-in, Yoshino Mikumari-jinja, Kinbu Jinja, Kinpusen-ji, Yoshimizu-jinja, Kumano Nachi-taisha, cascade de Nachi, forêt primaire de nashi, Fudarakusan-ji, Kumano Kodō | 33° 50′ 13″ nord, 135° 46′ 34″ est    |        |
| 734  | Villages historiques de Shirakawa-go et Gokayama                                                             | Gifu, Toyama                   | 1995  | 68              | Culturel, (iv), (v) Shirakawa, Gokayama | 36° 24′ 00″ nord, 136° 52′ 59″ est    |        |
| 662  | Yakushima | Kagoshima                      | 1993  | 10 747          | Naturel, (vii), (ix) Ancienne forêt tempérée chaude | 30° 19′ 59″ nord, 130° 31′ 59″ est    |        |

### Emplacement des sites
| Fujisan Hōryū-ji Himeji-jō Yakushima Shirakami-Sanchi Ancienne Kyoto Shirakawa-gō et Gokayama Dôme de Genbaku Itsukushima-jinja Ancienne Nara Nikkō Gusuku Monts Kii Shiretoko Iwami Ginzan Hiraizumi Okinoshima Mozu-Furuichi Mines d'or de Sado |

### Liste indicative
Les sites suivants sont inscrits sur la liste indicative.
| Site                                                                                             | Préfecture | Type                                  | Date | Superficie (ha) | Lien | Notes | Coordonnées                        | Illus. |
| ------------------------------------------------------------------------------------------------ | ---------- | ------------------------------------- | ---- | --------------- | ---- | --- | ---------------------------------- | ------ |
| Asuka-Fujiwara : sites archéologiques des anciennes capitales du Japon et propriétés apparentées | Nara       | Culturel (ii), (iii), (iv), (v), (vi) | 2007 |                 | 5097 | Kofun d'Ishibutai, Kofun de Takamatsuzuka, Kofun de Kitora, Kawara-dera, Asuka-dera, Oka-dera, Yamada-dera, Fujiwara-kyō, Yamato Sanzan                                  | 34° 28′ 12″ nord, 135° 49′ 26″ est |        |
| Hikone-jo                                                                                        | Shiga      | Culturel (i), (ii), (iii), (iv)       | 1992 |                 | 374  | | 35° 16′ 01″ nord, 136° 15′ 00″ est |        |
| Temples, sanctuaires et autres structures (en) du vieux Kamakura                                 | Kanagawa   | Culturel (i), (ii), (iii), (iv), (vi) | 1992 |                 | 370  | Tsurugaoka Hachiman-gū, Wakamiya Ōji, Jufuku-ji, Kenchō-ji, Zuisen-ji, Engaku-ji, Jōkōmyō-ji, Kōtoku-in, Yōfuku-ji, sept entrées de Kamakura, Wakae-jima (en), Shōmyō-ji | 35° 19′ 01″ nord, 139° 34′ 01″ est |        |